# Ancho bosnio

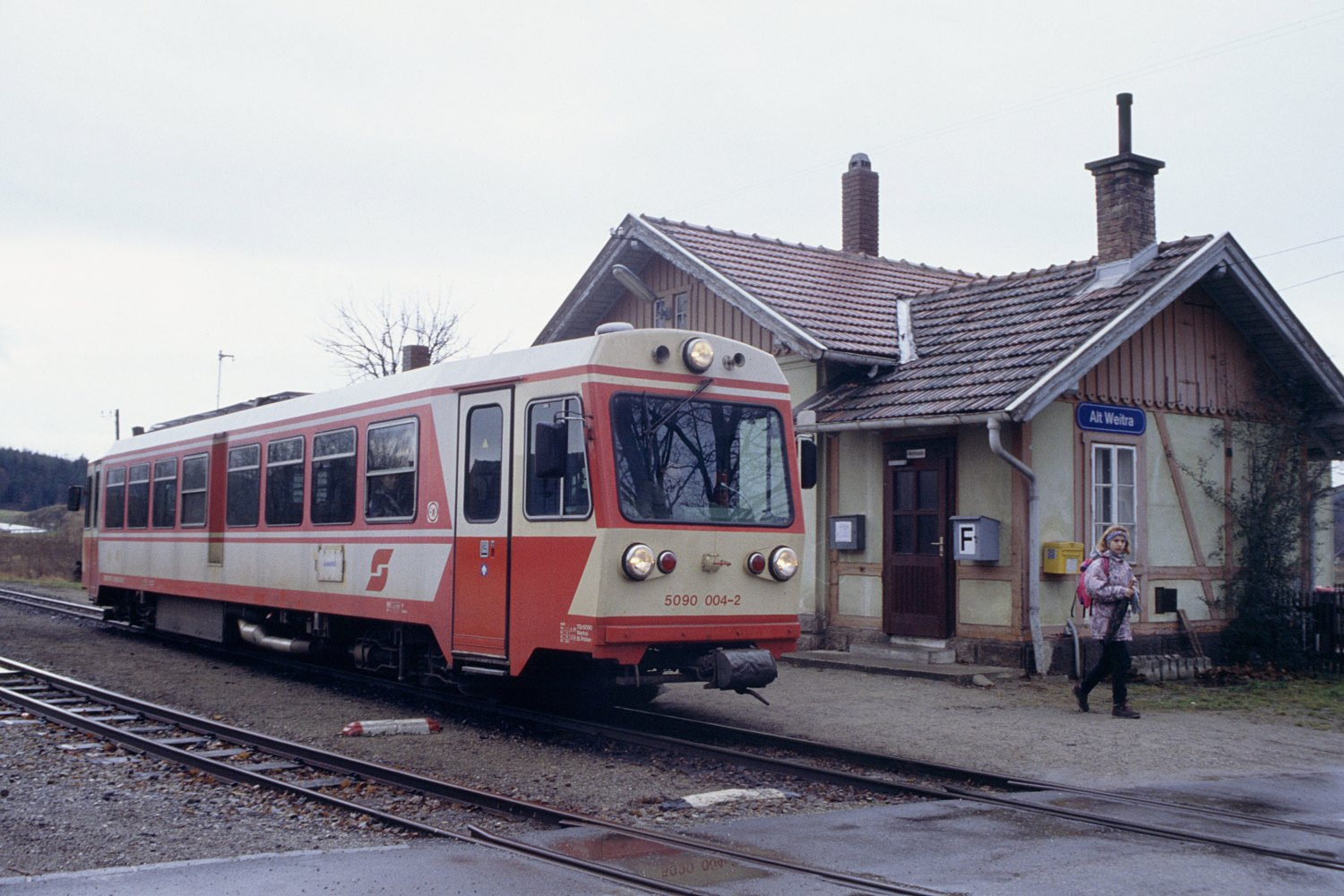
Automotor del Ferrocarril de Vía Estrecha Waldviertler en Alt Weitra (Baja Austria)

El ancho de vía bosnio, con una medida de 760 mm (2' 529/32"), se convirtió en el estándar de un tipo de ferrocarriles de vía estrecha que estuvieron ampliamente distribuidos en el antiguo Imperio Austrohúngaro.
Además de en Bosnia, el nombre también se utiliza para denominar las líneas del mismo ancho construidas en otros lugares, como Austria. Anchos de vía similares son el de 2 pies 6 plg (762 mm) y el de 750 mm (2' 51/2"). 

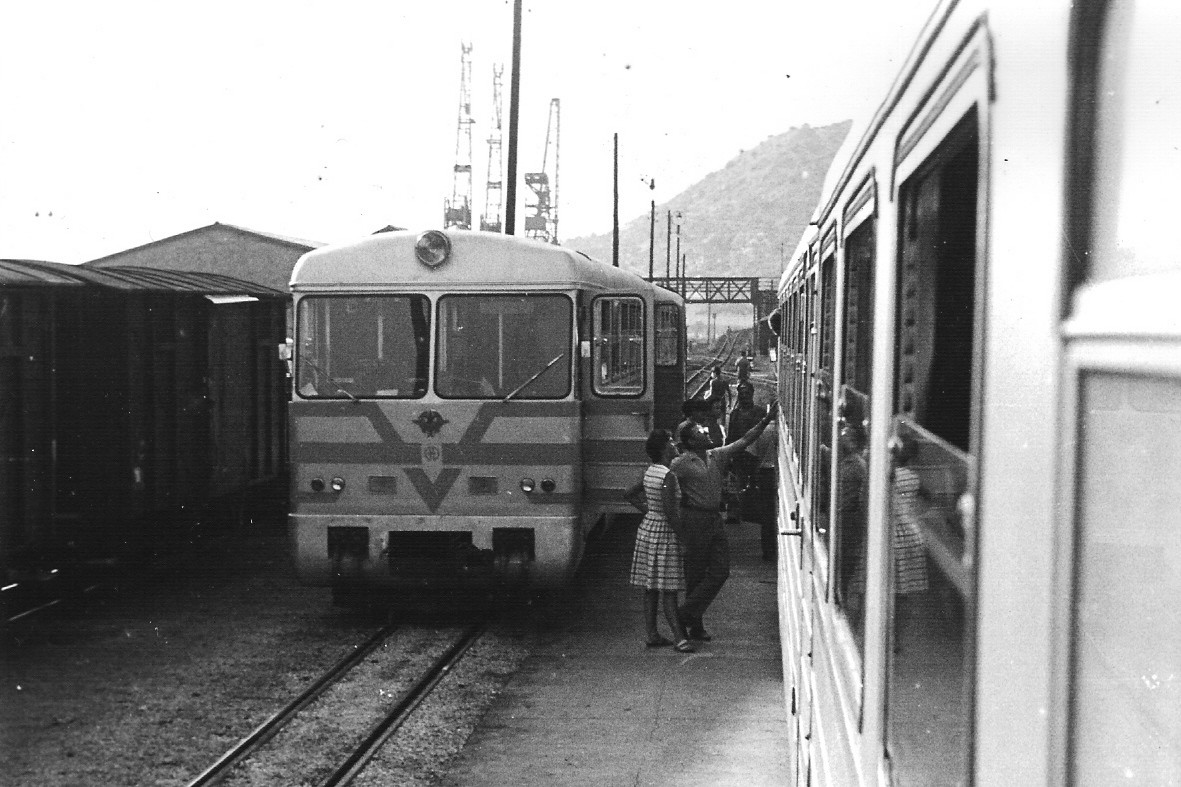
Ferrocarril de vía estrecha que llegaba a Dubrovnik, en el sur de Croacia (foto de 1967)

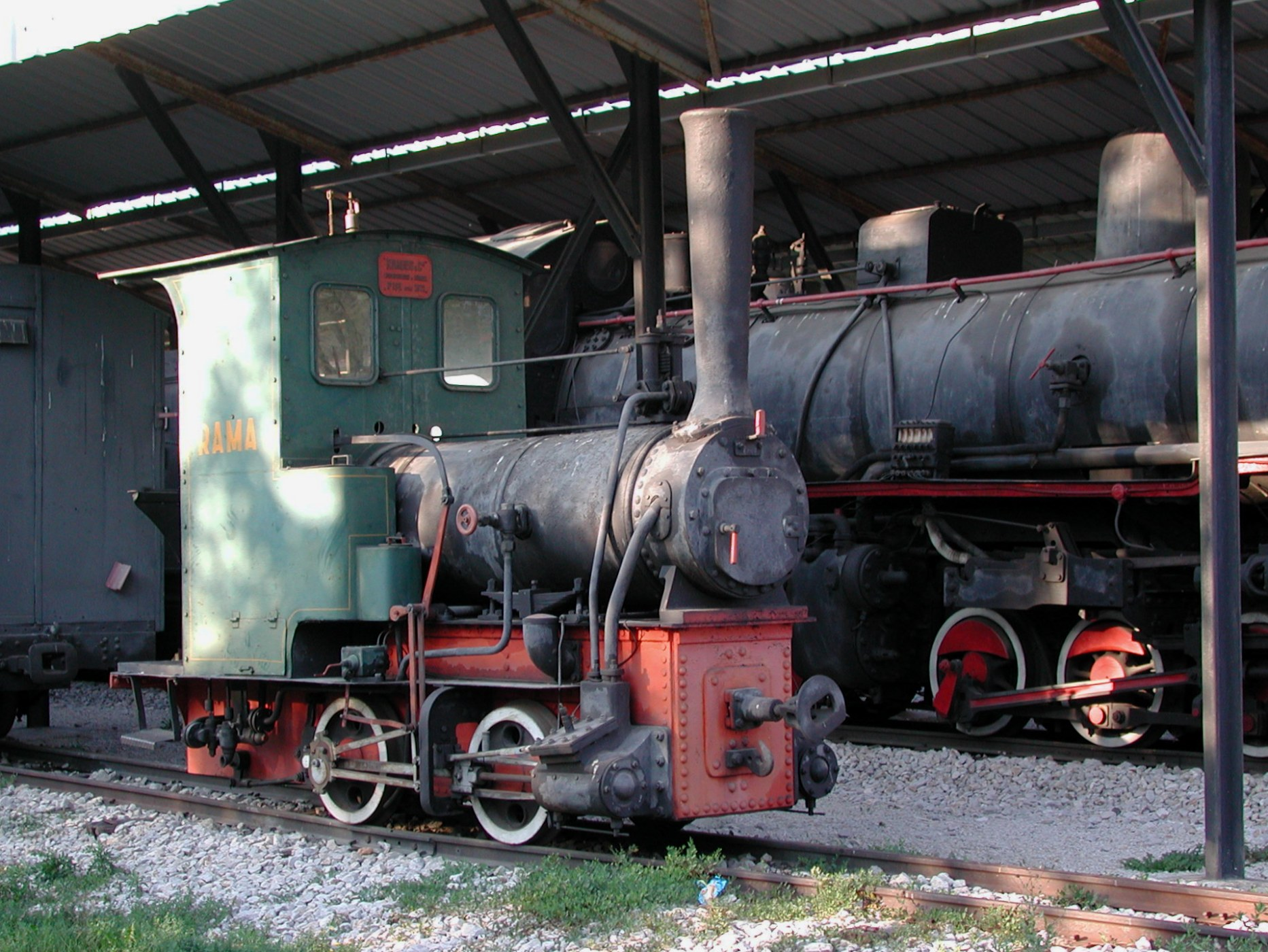
"Rama", la locomotora de vía estrecha más antigua de Serbia con un ancho de 760 mm, en el museo de Požega

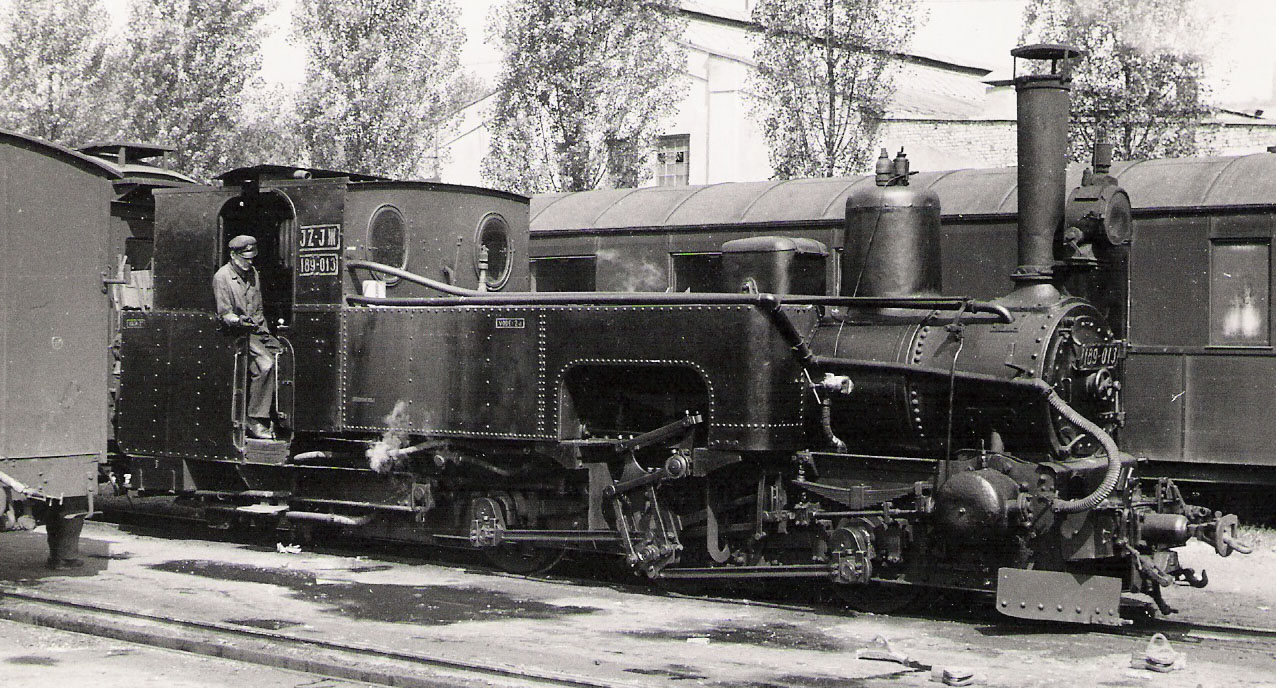
Las locomotoras con juego de ruedas Klose-Triebwerk, llamadas "Radialka" por los ferroviarios, estaban muy extendidas en Yugoslavia

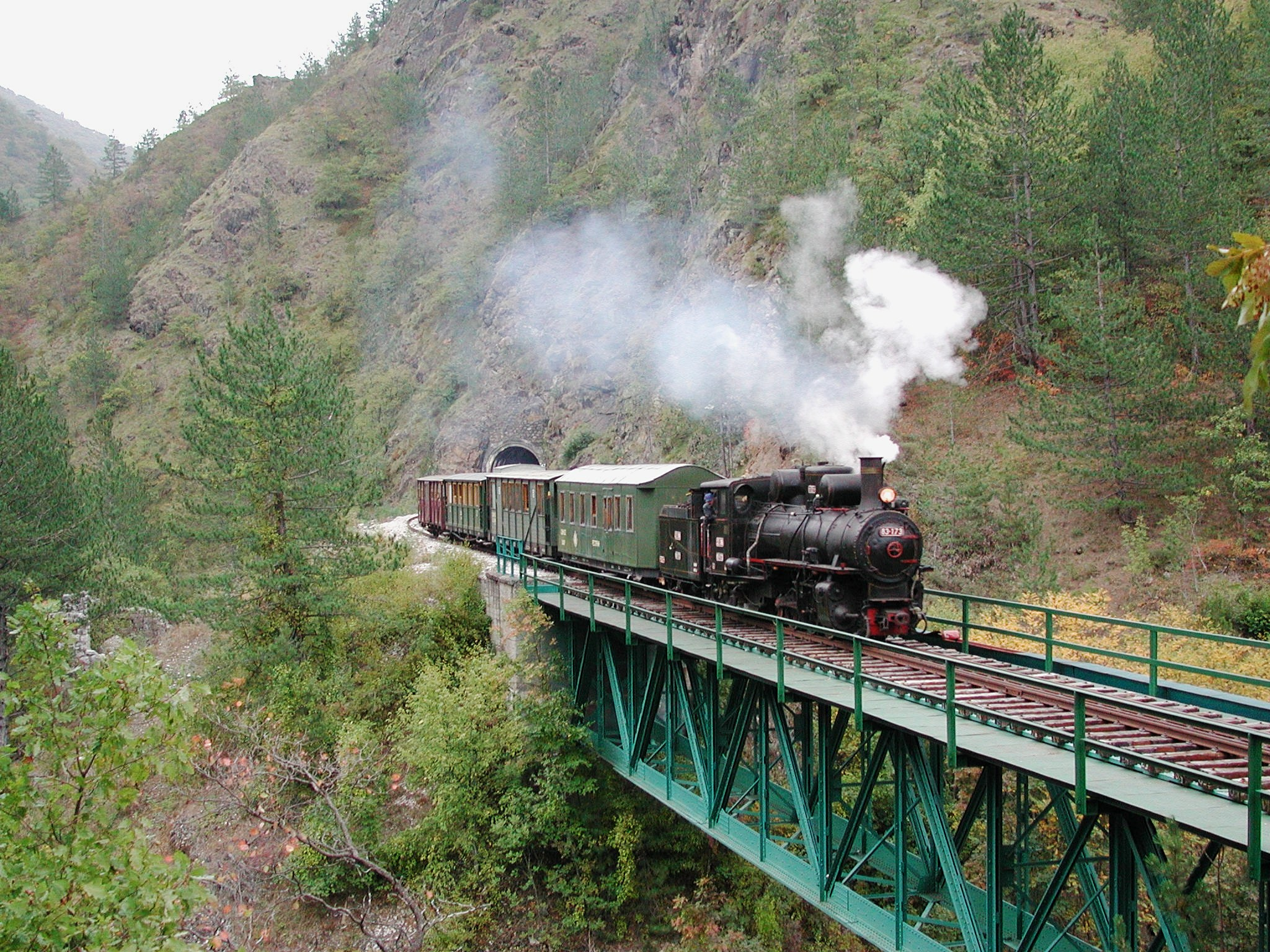
Tren del Museo del Ferrocarril de Šarganska

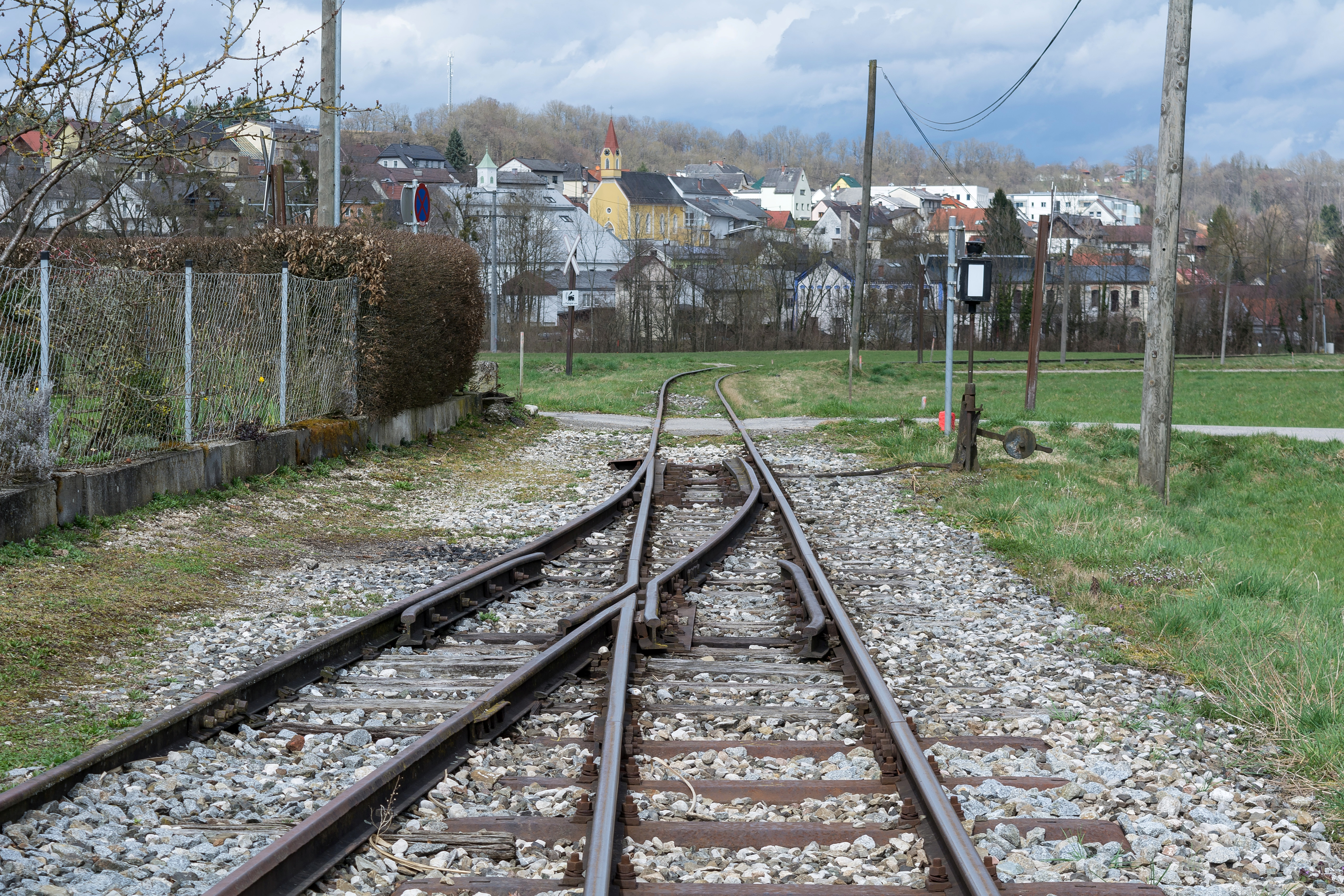
El ferrocarril histórico del valle de Steyr es operado por la Sociedad Austríaca para la Historia del Ferrocarril

## Historia
Tras una propuesta británica en el Congreso de Berlín de 1878 que permitió que Austria-Hungría ocupara y gobernara Bosnia-Herzegovina en lugar de Turquía, se construyó el ferrocarril militar Brod-Zenica de 190 kilómetros (118 mi) de longitud, con el fin de suministrar tropas con rapidez para realizar maniobras. Se terminó en 1879, usando vías provisionales de un ancho de 760 mm (2' 529/32"). El material rodante procedía de la construcción de la Línea Temesvár-Orsova, terminada poco antes. La extensión Zenica-Sarajevo se abrió en 1882, con un gálibo de carga igual al utilizado en los ferrocarriles con vías de 1000 mm (3' 32/5") de ancho, que se consideraba suficiente para el tráfico general, incluido el servicio de pasajeros.
El Bosna Bahn Brod-Zenica-Sarajevo proporcionó la base para la red ferroviaria de vía estrecha que más tarde se estableció en Bosnia y Herzegovina. En apenas dos décadas, se construyó una red nacional de ferrocarriles de vía estrecha con un ancho de 760 mm (2' 529/32"). En la década de 1890, se extendía a través de Mostar hasta la frontera dálmata en Metkovic y hasta Gruž, un suburbio de Dubrovnik, en la costa del mar Adriático. Esta línea de vía estrecha transportaba mucho más tráfico que muchos de los ferrocarriles de ancho estándar (1435 mm (4' 81/2")) secundarios pertenecientes al sistema general de vías que recorría el Imperio Austrohúngaro. En el momento de su introducción en 1894, las locomotoras exprés 2-4-2 de los Ferrocarriles Nacionales de Bosnia-Herzegovina,eran las locomotoras de vía estrecha más rápidas de Europa, con una velocidad máxima autorizada de 60 kilómetros por hora (37 mph).
El establecimiento de una red de rápido crecimiento, cuya longitud a principios del siglo XX superó los 1000 kilómetros (620 mi), convirtiéndola en la red de vía estrecha interconectada más grande de Europa en su momento, se tradujo en la alta reputación del cuerpo de ingeniería de la Monarquía entre los círculos profesionales internacionales. 
Fue el éxito de la red de vía estrecha de Bosnia lo que dio impulso después del cambio de siglo a la construcción a gran escala de líneas de 760 mm (2' 529/32") de ancho en otros territorios de la Monarquía. Las soluciones técnicas pioneras desarrolladas en Bosnia se utilizaron más tarde en todos los ferrocarriles de vía estrecha de Austria-Hungría.

## Instalaciones
| País/Territorio      | Ferrocarril |
| -------------------- | --- |
| Argentina            | - Ferrocarril de Península Valdés |
| Austria              | Artículo principal: Ferrocarriles de vía estrecha en Austria |
| Bosnia y Herzegovina | |
| Bulgaria             | - Pocos ferrocarriles, de los cuales solo la línea de vía estrecha Septemvri-Dobrinishte (125,3 kilómetros (77,9 mi)) (permanece en funcionamiento) |
| Croacia              | - Parenzana - Samoborček |
| República Checa      | - Ferrocarriles locales Jindřichův Hradec - Třemešná ve Slezsku - Ferrocarril de Osoblaha |
| R. D. del Congo      | - Ferrocarril Matadi-Kinshasa |
| Hungría              | En servicio: - Ferrocarril Infantil, Budapest - Ferrocarril Ligero de Balatón - Ferrocarril Forestal Szob-Nagybörzsöny - Ferrocarril Forestal del Estado de Csömödér - Ferrocarril del Parque de Atracciones de Debrecen - Felsőtárkány State Forest Railway - Ferrocarril Forestal del Estado de Gemenc - Ferrocarril Ligero al Estanque de Hortobágy - Ferrocarril Forestal del Estado de Kaszó - Ferrocarril Forestal del Estado de Királyrét - Ferrocarril Forestal del Estado de Lillafüred - Ferrocarril de Mátra - Ferrocarril Ligero de Mecsek - Ferrocarril Forestal del Estado de Mesztegnyő - Ferrocarril Forestal del Estado de Pálház - Ferrocarril del Museo de Széchenyi, Nagycenk - Ferrocarril Forestal de Szilvásvárad - Ferrocarril de Pesca de Tömörkény - Ferrocarril Ligero de Vál Valley - Ferrocarril Forestal de Zsuzsi (Servicio suspendido:) - Ferrocarril Ligero de Kecskemét (desde 2009) - Ferrocarril Ligero del Área de Nyír (desde 2009) - Ferrocarril Infantil de Tiszakécske (desde 2009) |
| Italia               | - Ferrocarril del Valle de Fleims - Ferrocarril local Mori-Arco-Riva - Parenzana - Ferrocarril de Val Gardena (Ferrocarril Grödner) |
| Rumanía              | - Línea del Valle de Vaser - Línea Covasna-Comandău, ferrocarril histórico turístico - Línea de Ferrocarril de Agnita (operación suspendida) - Ferrocarril de Vía Estrecha Turda-Abrud (operación suspendida) - Ferrocarril Minero de Transilvania (desmantelado) - Viseu-Valea Vaserului (operativo) - Brad-Criscior (operativo) - Covasna-Comandau (operativo) - Moldovita-Argel (operativo) - Abrud-Campeni (operativo) - Sovata - Campu Cetatii (operativo) |
| Serbia               | - Ocho de Šargan, tren histórico turístico |
| Eslovaquia           | - Ferrocarril del Río Čierny Hron - Ferrocarril Histórico Maderero de Retorno en Vychylovka - Varios otros ferrocarriles madereros |
| Eslovenia            | - Parenzana |
| Uruguay              | - Ferrocarril Pan de Azúcar - Piriápolis (desaparecido) |